# Cuilco
Cuilco è un comune del Guatemala facente parte del dipartimento di Huehuetenango.